# Ariadne aurantiaca
Ariadne aurantiaca är en fjärilsart som beskrevs av Francis Arthur Heron 1909. Ariadne aurantiaca ingår i släktet Ariadne och familjen praktfjärilar. Inga underarter finns listade i Catalogue of Life.